# Lista över norska filmer från 1950-talet
Detta är en lista över norska filmer från 1950-talet.

## 1950
- Kon-Tiki
- To mistenkelige personer
- Förbjuden djungel
- Marianne på sykehus

## 1951
- Vi gifter oss
- Kranes konditori
- Skadeskutt
- Dei svarte hestane
- Flukten fra Dakar
- Storfolk og småfolk
- Ukjent mann

## 1952
- Safariland
- Nödlandning
- Kvinnan bakom allt
- Fakkelen til Oslo
- Andrine og Kjell
- Tom og Mette på sporet
- Med Julius til Capri
- Havretunet
- Haakon VII – Norges konge i tid og fred
- Tirich Mir til topps
- Vi vil skilles
- Til sjøs
- De VI olympiske vinterleker Oslo 1952
- Det kunne vært deg
- Trine!

## 1953
- Den evige Eva
- Naturen og eventyret
- Ung frue forsvunnet
- Skøytekongen
- Selkvinnen
- Flukt fra paradiset
- Brudebuketten

## 1954
- Cirkus Fandango
- Ecuador
- I Polarhavets våld
- Heksenetter
- Aldri annet enn bråk
- Troll i ord
- Shetlands-Larsen
- Kasserer Jensen
- I moralens navn
- Cecilia
- Portrettet

## 1955
- Pyromanen
- Trost i taklampa
- Polisen efterlyser
- Galápagos – de förtrollade öarna
- Den blodiga vägen
- Hjem går vi ikke
- Ute blåser sommarvind
- Arthurs forbrytelse
- Bedre enn sitt rykte
- Barn av solen

## 1956
- Roser til Monica
- Kvinnens plass
- Bjørnepatruljen
- Gylne ungdom
- På solsiden
- Ektemann alene
- Toya rymmer
- Operation A K Y

## 1957
- Smuglere i smoking
- Peter van Heeren
- Same-Jakki – viddernas folk
- Stevnemøte med glemte år
- Slalåm under himmelen
- Fjols til fjells
- Nio liv
- På slaget åtte
- Toya – vilse i fjällen
- Selv om de er små

## 1958
- Människor på flykt
- Elias rekefisker
- Ut av mørket
- Temba. Kapp-Kapp-Kairo
- På tokt med Terna
- Pastor Jarman kommer hjem
- Salve Sauegjeter
- Lån meg din kone
- Høysommer
- Over alle hav
- De dødes tjern
- Bustenskjold

## 1959
- Hete septemberdager
- Ut mot havet
- Herren och hans tjänare
- Vår egen tid
- Fredløs i skogen
- 5 loddrett
- Jakten
- Støv på hjernen
- Unga syndare
- Den stora skattjakten